# Вырбен (Кырджалийская область)
Вырбен (болг. Върбен) — село в Болгарии. Находится в Кырджалийской области, входит в общину Кирково. Население составляет 487 человек.

## Политическая ситуация
В местном кметстве Вырбен, в состав которого входит Вырбен, должность кмета (старосты) исполняет Фикри Расим Хасан (Движение за права и свободы (ДПС)) по результатам выборов.
Кмет (мэр) общины Кирково —  Шукран Кязим Идриз (Движение за права и свободы (ДПС)) по результатам выборов.